# Institut für Zuckerindustrie

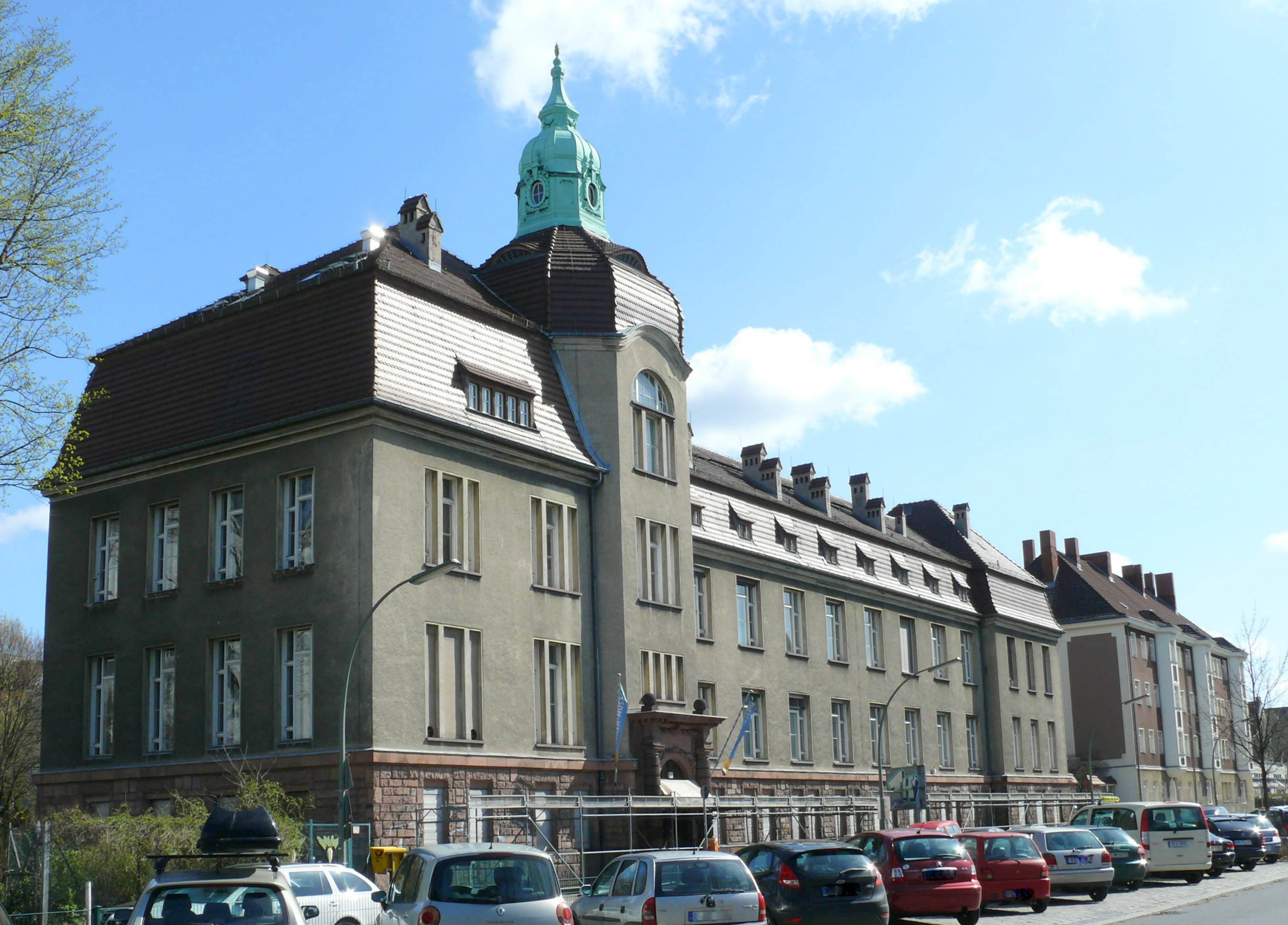
Gebäude des ehemaligen Instituts

Das Institut für Zuckerindustrie war eine Forschungsanstalt der deutschen Zuckerindustrie. Betrieben wurde es vom Verein der Zuckerindustrie. Das 1867 gegründete Institut wurde 1978 in die Technische Universität Berlin integriert. 2016 kaufte das Deutsche Herzzentrum Berlin, das seinen Hauptsitz im Virchow-Klinikum auf der anderen Straßenseite hat, das Gebäude.

## Geschichte
Gründer des Instituts war der 1850 entstandene Verein der Zuckerindustrie, zu dem sich maßgeblich deutsche Zuckerproduzenten zusammenschlossen. Dieser baute 1867 eine eigene Forschungs- und Lehranstalt in Berlin auf, die Chemische Zentralstation und Laboratorium, die für die gesamte Industrie tätig sein sollte. Nach zwei Umzügen innerhalb Berlins entstand schließlich 1904 ein eigener Bau an der Amrumer Straße im heutigen Stadtteil Wedding, an dem das Institut für den Rest seiner Zeit blieb. Das Gebäude wurde von Anton Adams geplant.
Der Standort im Gutsbezirk Plötzensee in unmittelbarer Nähe zum Institut für Gärungsgewerbe und den Versuchs- und Lehranstalten für Brennerei und Brauerei entwickelte sich so zu einem Zentrum angewandter Forschung: 1900 entstand am selben Standort die Wissenschaftliche Abteilung des Königlich Preußischen Instituts für Infektionskrankheiten (heute: Robert Koch-Institut). In der Nähe gelegen waren verschiedene Ausbildungsstätten für Ingenieure, die sich später zur Beuth Hochschule für Technik Berlin zusammenschlossen.
Das Institut war sowohl in der Forschung wie in der Lehre tätig. Es wurde schnell eines der wichtigsten Forschungszentren zur Zuckerproduktion. Ungewöhnlich für die Zeit veranstaltete es bereits 1901 den I. Damenkursus zur Ausbildung von Zucker-Chemikerinnen aus dem sich einer der ersten Frauenstudiengänge entwickelte. Bis 1923 ließen sich insgesamt 295 Teilnehmerinnen ausbilden.
Ebenfalls bereits mit der Gründung begann der Aufbau des Zucker-Museums, das zunächst in einem Raum im Institut war. Dieses stand allerdings nur Fachbesuchern offen. 11.000 Bände der damals 13.000 Bände der Bibliothek des Zuckerinstituts wurden nach dem Ende des Zweiten Weltkriegs von der Sowjetunion beschlagnahmt und in die Sowjetunion gebracht. 3.000 Bände davon landeten im Wissenschaftlichen Forschungsinstitut für Zuckerindustrie in Kiew. 713 dieser Bände fanden 2013 den Weg zurück nach Berlin.
Nach 1945 fiel das Institut an die Stadt Berlin. Das Institut wurde 1951 an die TU Berlin angegliedert und 1978 in diese integriert. Heute ist die Zuckerforschung Teil des Fachgebietes Lebensmittelverfahrenstechnik. Bis 2015 befanden sich Teile der Einrichtungen der TU noch im ehemaligen Sitz des Zuckerinstituts. Die TU bildete dort Lebensmitteltechniker aus. An der TU existiert noch eine Stiftungsprofessur für Zuckerindustrie, die von diversen Zuckerproduzenten aus Deutschland und Nachbarländern finanziert wird. Die ehemalige Bibliothek des Zuckerinstitus bildet in der Bibliothek der TU den Sonderbestand „Zuckertechnologie, Zuckerchemie und Zuckerindustrie“.
Letzter Rest des ehemaligen Instituts am alten Standort war das Zuckermuseum. Dieses war 1988 für die Öffentlichkeit zugänglich gemacht worden und fungierte als Landesmuseum von Berlin. Seit 1995 gehörte es zum Deutschen Technikmuseum. Dieses schloss 2012 gegen erbitterten lokalen Widerstand den Standort im Wedding, um die Museumsbestände Ende 2015 in der Hauptstelle des Technikmuseums in Kreuzberg auszustellen.
Die TU verkaufte das Gebäude für über drei Millionen Euro zum 1. Januar 2016 an das Deutsche Herzzentrum Berlin, das bereits vorher Räume angemietet hatte, um dort Büros und IT unterzubringen. Nach Umbau und Sanierung sollen im ehemaligen Zuckerinstitut weitere Labore für die medizinische Forschung eingerichtet werden.